# Der Unheimliche aus dem All
Der Unheimliche aus dem All ist ein utopischer Roman des US-Amerikaners Fredric Brown, von dem 1961 der erste Teil und der 1962 komplett unter dem Titel The Mind Thing erschien. Der Roman erschien 1965 in der Übersetzung von Wulf Bergner im Wilhelm-Heyne-Verlag.

## Handlung
Von einem Planeten in 73 Lichtjahren Entfernung in Richtung des Sternbildes Andromeda wird ein parasitäres Wesen zur Strafe für ein Verbrechen auf die Erde verbannt. Es springt von einem Moment auf den anderen aus seiner Heimat in ein Waldstück in Wisconsin, und seine zurückbleibenden Artgenossen erfahren dabei nichts über den Zielort, den sie aus einer großen Zahl ihnen bekannter Planeten willkürlich ausgewählt haben und von dem sie nicht wissen, dass er bewohnt ist. Der Parasit dagegen weiß, dass er daheim als ein Held aufgenommen werden würde, wenn es ihm gelingen sollte, zurückzukehren und darauf aufmerksam zu machen, dass auf der Erde nutzbringend auszubeutende Bestände denkfähiger Wesen leben. Er besteht aus einem Gehirn von wenigen Zentimetern Durchmesser, um das sich rundum ein schildkrötenartiger Panzer schließt, und ernährt sich durch Osmose. Seine Umgebung kann er in einem Umkreis von zwanzig bis vierzig Metern mit allmählich nachlassender Sicherheit röntgenartig durchleuchten. Er kann sich aus ähnlicher Nähe der Leiber schlafender Menschen und bis zu einem Umkreis von fünfzehn Kilometern der Leiber schlafender Tiere bemächtigen, seine Wirte aber erst dann wieder verlassen, wenn sie sterben. Als die Schüler Tommy Hoffmann und Charlotte Garner sich in seiner Nähe auf einer Lichtung zu einem Schäferstündchen treffen, ergreift er von dem jungen Mann Besitz. Er lässt sich von Tommy in einer Höhle verscharren, durchforstet das Gedächtnis seines Wirtes und lässt diesen Selbstmord begehen. Er überblickt jetzt, dass die Menschen die einzige Art auf der Erde sind, mit deren Hilfe er nach Hause kommen könnte, erweckt aber die Aufmerksamkeit des Physikprofessors und Satelliten-Ingenieurs Dr. phil. Dr. rer. nat. Ralph S. Staunton vom Massachusetts Institute of Technology, als er sich in der Gestalt eines Hundes offensichtlich mit Absicht von diesem überfahren lässt und in den folgenden Tagen noch mehrere weitere auffällige Selbstmorde von Tieren und Menschen herbeiführt.
Staunton geht den Ereignissen systematisch nach. Der Parasit belauscht ihn und die Lehrerin Amanda Talley in der Gestalt einer Katze, übersteht glücklich ein tagelanges Versteckspiel, als Staunton das Tier einsperrt, beobachtet und zu überlisten versucht, versetzt den Wissenschaftler aber nur umso tiefgreifender in Aufregung, als auch die Katze nach ihrer Freilassung schnurstracks in den Wald hineinläuft und sich dort vermeintlich unbeobachtet im nächsten Bach ertränkt. Staunton will das FBI, vielleicht auch die Army unterrichten, wird aber von dem Parasiten aufgehalten, der zum offenen Kampf übergeht und ihn in einem nervenzerrüttenden Showdown mit der Hilfe sehr unterschiedlicher Tiere (eines Hirsches, eines Stiers, mehrerer Enten und weiterer größerer Vögel) am Verlassen seines Ferienhauses zu hindern und zum Einschlafen zu nötigen versucht, weil er ihn als den perfekten Wirt erkannt hat. Nachdem die besorgte Amanda zu ihm gestoßen ist, hat Staunton im letzten Augenblick den rettenden Einfall, sich von der Lehrerin mit einer Wäscheleine ans Sofa fesseln zu lassen, damit es dem Parasiten nichts nützt, ihn sich in seiner Weise untertan zu machen. Der Unheimliche aus dem All wählt trotzdem diesen Weg, da er durch geschickte Schauspielerei für Staunton bzw. für sich selbst volle Bewegungsfreiheit zurückzuerlangen hofft. Staunton setzt ihm mit seinem kräftigen und geschulten Geist aber so entschlossenen Widerstand entgegen, dass es ihm gelingt, Amanda gerade noch auf das Versteck des Außerirdischen hinzuweisen: „Er brachte es sogar fertig, sich mit einer geradezu übermenschlichen Anstrengung halbwegs aufzurichten und die Worte hervorzustoßen: ‚Unter den Stufen. Ein Ding wie...‘“ Amanda schenkt Stauntons Beteuerungen, er habe nur schlecht geträumt, keinen Glauben, feuert auf den Parasiten und holt dadurch den wirklichen Dr. Staunton wieder in seinen Körper zurück. Staunton hat unterdessen das gesamte Wissen des Parasiten in sich aufgenommen und schildert der Lehrerin, während sie ihn losbindet, gelöst, wie er sie dadurch mit der Hilfe einer neuen Technik und ganz ohne äußerliche Raumfahrzeuge schon in wenigen Jahren auf Reisen zu den Planeten der Sonne und anderer Sterne hofft mitnehmen zu können.

## Rolle innerhalb von Browns Gesamtwerk
The Mind Thing wird mit The Lights in the Sky Are Stars (1953, dt. Sternfieber, 1972) und Rogue in Space (1957, dt. Einzelgänger des Alls, 1963) zu den konventionellen Science-Fiction-Romanen Browns gezählt, die gegenüber seinen die Science-Fiction persiflierenden Romanen What Mad Universe (1949, dt. Das andere Universum, 1970) und Martians, Go Home (1954, dt. Die grünen Teufel vom Mars, 1959) weniger Eigenes zu bieten haben und „im Rahmen dessen [bleiben], was die Science Fiction jener Jahre zu bieten hatte.“ Hans Joachim Alpers legt sogar einigen Kurzgeschichten Browns aus den 1940er Jahren (z. B. Arena, 1944) größere Bedeutung bei.